# Pedorreta
Una pedorreta, o trompetilla en Hispanoamérica, es un sonido burlón, irónico y generalmente considerado vulgar, que se realiza soplando con la lengua extendida entre los labios fruncidos o presionando con el dorso de la mano sobre la boca para obtener un ruido similar al de una flatulencia. Se puede obtener sin usar la lengua o también usando un par de dedos delante de los labios.
En términos de fonética, este sonido es descrito como una vibrante linguolabial sorda, transcrito como [r̼̊] en el Alfabeto Fonético Internacional, o como una vibrante bucal interdental, transcrito [ↀ͡r̪͆] en las extensiones del Alfabeto Fonético Internacional. No suele usarse fonológicamente en el lenguaje (es decir, dotado de significado precisamente con el propósito de la comunicación verbal), pero está muy extendido entre las culturas humanas, así como entre algunos primates.
La canción de Giorgio Gaber, Goganga, interpretada en Canzonissima en 1968, termina con una pedorreta. Por esta razón, la pieza fue inicialmente excluida de la Comisión de Escucha de la RAI y luego readmitida.